# Union Arch Bridge
L' Union Arch Bridge (littéralement « pont Arche de l'Union »), ou pont de Cabin John, est un monument historique en maçonnerie situé à Cabin John, dans le Maryland. Il a été conçu dans le cadre de la construction de l'aqueduc de Washington. La construction du pont a commencé en 1857 et a été achevée en 1864. La chaussée a été ajoutée plus tard. Le pont a été conçu par Alfred Landon Rives, et construit par le Corps du génie de l'armée des États-Unis sous la direction du Lieutenant Montgomery C. Meigs,.

## Conception du pont
Le pont, d'une longueur totale de 450 pieds (137 m) et une largeur de 20 pieds (6 m), est construit en granite rouge du Massachusetts et de grès provenant des carrières à proximité de Seneca Carry, et s'élève à 101 pieds (31 m) au-dessus du Cabine John Creek. La longueur de l'arche principale est 220 pieds (67 m) et elle s'élève à environ 57 pieds (17 m). Le pont a une allège interne qui contient neuf petits arcs, qui sont masqués par un revêtement en pierre. Au moment de sa construction en 1864, la travée principale a été la plus longue travée de maçonnerie en arc unique dans le monde. Elle a conservé cette distinction jusqu'à l'ouverture  durée de du Pont Adolphe à Luxembourg , en 1903, dont la travée mesrure 218 pieds (66 m). Précédemment, cet honneur revenait au Pont de Grosvenor qui traverse la rivière Dee à Chester, en Angleterre et qui a été ouvert à l'âge de treize ans par la Princesse Victoria (cinq ans avant de devenir Reine), en octobre 1832. Visuellement, les similitudes entre l'Union Arch Bridge et le pont de Grosvenor sont remarquables.

## Controverses
La désignation du pont a été un peu confuse, en raison de son achèvement au cours de la Guerre de Sécession.

### Désignation de l'Union Arch Bridge

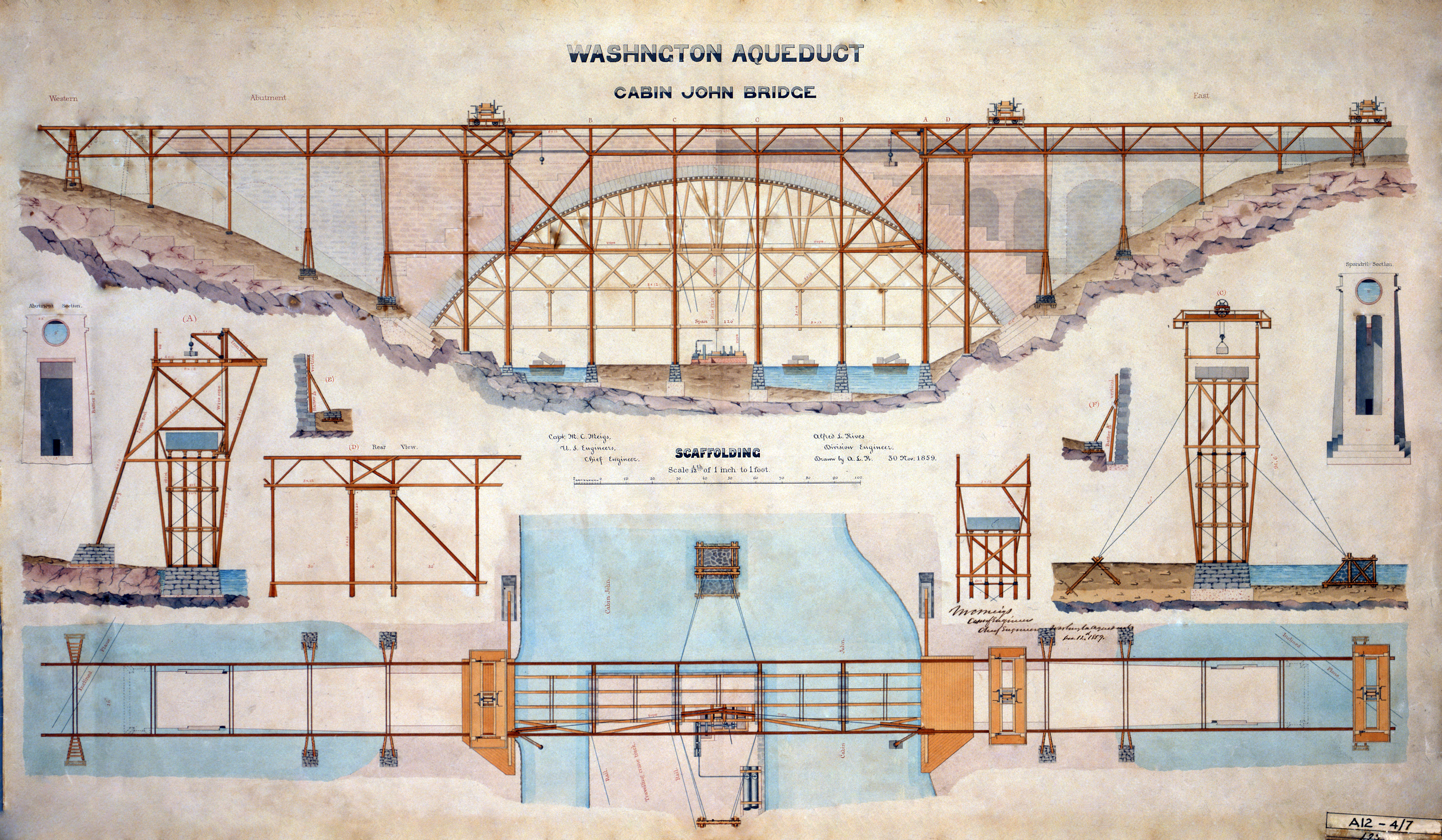
Illustration de la construction d'échafaudages, préparée par l'assistant de l'ingénieur Alfred L. Rives en 1859.

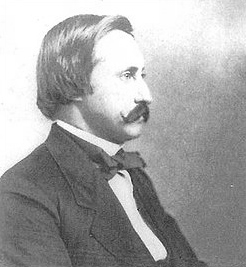
Alfred Landon Rives (né en 1830), le concepteur de l'Union Arch Bridge.

Lors de sa conception et de sa construction, le pont a été dénommé « Union Arch », « le Pont no 4 » ou « pont de Cabin John » dans les dessins et  la correspondance gouvernementale. Les deux derniers noms, cependant, n'apparaissent dans aucune des sculptures de pierre qui ont été placées sur le pont à la fin des travaux. En 1861, alors que le pont était en voie d'achèvement, l'Armée a dressé les plans initiaux pour l'inscription figurant sur la stèle commémorative devant être installée sur le pont. Meigs, qui avait été promu au rang de Capitaine, a rendu une ordonnance en mars 1861 pour la mise en place d'une tablette sur la culée est du pont. Le texte a été composé d'un titre, l'« Union Bridge » et les noms des principaux concepteurs, à savoir Meigs et l'assistant Ingénieur Alfred L. Rives. Au commencement de la guerre, cependant, Rives a rejoint l'Armée des Confédérés. La dernière tablette a été modifiée avec le titre « Union Arch » et « Alfred L. Rives » a été remplacé par « Esto Perpetua » (dure toujours):51.
Plusieurs publications ont évoqué l'« Union Arch » de l'aqueduc de Washington, mais d'autres font référence à la structure sous le nom de pont de Cabin John.

### Mention de Jefferson Davis

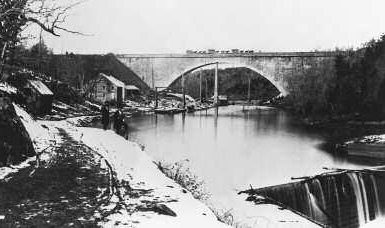
L'Union Arch Bridge enjambant le Cabin John Creek, en 1863.

La conception du pont a commencé en 1853, sous l'administration du Président Franklin Pierce et du secrétaire à la Guerre, Jefferson Davis. L'ordre de 1861 du capitaine Meigs 1861 visait également à apposer une tablette sur la culée ouest du pont, avec le titre, "Washington Aqueduct" (aqueduc de Washington), qui était suivi par la liste des dirigeants politiques qui étaient en fonction à la fois au début du projet et jusqu'à sa fin (c'est-à-dire, Pierce et Davis, le Président Abraham Lincoln et le Secrétaire à la Guerre, Simon Cameron). En 1862, cependant, Davis avait quitté l'Union pour devenir Président des États Confédérés d'Amérique. Il y avait du ressentiment parmi certains membres du Congrès à propos de l'inscription du nom de Davis sur le pont, et cela a conduit à l'ordre de retirer son nom de la tablette. Le Ministère de l'Intérieur, qui avait à l'époque en charge l'administration de l'aqueduc, a ordonné le retrait de l'inscription.:50
En 1908, le Président Theodore Roosevelt a été sollicité par divers parlementaires en vue du rétablissement du nom de Davis nom sur la tablette. Roosevelt a ordonné la restauration.:51

### Confusion de la dénomination auXXesiècle
Certains facteurs de confusion supplémentaires sont apparus lorsque le Capital Beltway a été construit dans le début des années 1960. En effet un pont de la Rocade enjambant la Rivière Potomac a également été appelé le « pont de Cabin John ». Cependant, en 1969, cet ouvrage a été officiellement nommé l'« American Legion Memorial Bridge ».

## Historique des désignations
L'Union Arch Bridge est recensé dans la liste des Historic Civil Engineering Landmarks par la Société américaine des ingénieurs civils en 1972 et a été répertorié dans le Registre national des lieux historiques en 1973. Les deux organismes retiennent la désignation de Cabin John Aqueduct Bridge.

## Opération en cours
Le pont continue de soutenir le Washington Aqueduc, ainsi que d'une chaussée, le MacArthur Boulevard. La circulation est réduite à une voie avec une régulation de la circulation par des feux. Une barrière en béton le long du côté sud crée un coin de la passerelle piétonne sur le pont. Des grillages sur les deux côtés évitent les risques de chute des piétons et des objets. Des panneaux d'avertissement rappellent aux équipes techniques de la ville de ne pas déverser de sel sur la chaussée dans les mois d'hiver.
Le US Army Corps of Engineers a terminé une rénovation du pont en 2001.